# Cichlinae
Cichlinae è una sottofamiglia di pesci d'acqua dolce (appartenente alla grande famiglia Cichlidae) che comprende 99 specie suddivise in 3 generi.

## Tassonomia
- Cichla
- Crenicichla
- Mazarunia
- Mikrogeophagus
- Nannacara
- Teleocichla